# Aysat
Aysat (ur. w 1988 w Mantes-la-Jolie) – francuska piosenkarka, kompozytorka i autorka tekstów pochodzenia senegalsko-mauretańskiego.

## Wczesne lata
Urodziła się we Francji, była czwartym z dziesięciorga dzieci w rodzinie. Swoje pierwsze teksty zaczęła pisać w wieku ośmiu lat. W wieku dziesięciu lat zaczęła odwiedzać centrum kulturalne, gdzie stawiała pierwsze kroki w tańcu hip-hopowym i dołączyła do grupy tanecznej 1er Avertissement. Równolegle uczyła się gry na gitarze, fortepianie i perkusji.
W 2006 zdobyła tytuł licencjata, podjęła się także studiów z zakresu biochemii. Pracowała jako nauczyciel tańca, kasjerka w kinie, a także jako asystent w laboratorium w jednym z paryskich liceów.

## Kariera muzyczna
Swój pierwszy utwór opublikowała w 2007 za pośrednictwem portalu Skyblog. W 2009 wydała swój pierwszy minialbum, na którym znalazły się utwory „Je n’ai pas choisi”, „Du neuf” oraz „C’est l’été”. Wydawnictwo promował pierwszy z utworów, który dotarł do 23. miejsca w zestawieniu sprzedaży singli Top Singles & Titres we Francji, utrzymując się w zestawieniu przez osiemnaście tygodni.
21 września 2009 premierę miał mieć debiutancki album długogrający wokalistki Derrière un sourire, na którym znajdowało się czternaście utworów. Choć za wydanie albumu miały odpowiadać wytwórnie muzyczne Polydor Records oraz Universal Music France, wydawnictwo nigdy nie ujrzało światła dziennego.
6 grudnia 2018 została ogłoszona jednym z uczestników Destination Eurovision 2019, krajowych eliminacji do 64. Konkursu Piosenki Eurowizji, do których zgłosiła się z piosenką „Comme une grande”. Kompozycja, wraz z wykonaniem skróconej wersji utworu „Dancing Queen” grupy ABBA, została zaprezentowana przez wokalistkę 12 stycznia 2019 w pierwszym półfinale selekcji i z czwartego miejsca awansowała do finału, rozgrywanego dwa tygodnie później. W finale wokalistka zaprezentowała skróconą wersję utworu „Fairytale” Alexandra Rybaka i ponownie wykonała utwór „Comme une grande”, który zajął ostatecznie siódme miejsce z 38 punktami na koncie, w tym siódme miejsce w rankingu jurorów (26 pkt) oraz siódme miejsce w głosowaniu telewidzów (12 pkt).
Jako inspiracje dla swojej muzyki, wokalistka wymienia takich artystów, jak Aretha Franklin, Yolanda Adams, Diana Ross, Mary J. Blige, Erykah Badu, Lauryn Hill oraz Missy Elliot.
Prowadzi swój kanał w serwisie YouTube, a także bloga o tematyce livestyle’owej. Jej menedżerem oraz producentem muzycznym jest Mohamed Zayana.

## Dyskografia
Opublikowano na podstawie materiału źródłowego.

### EP
- 2009 – Je n’ai pas choisi
- 2011 – Qu’est ce qu’on cherche

### Single
- 2009 – „Je n’ai pas choisi”
- 2009 – „C’est l’été”
- 2011 – „Qu’est ce qu’on cherche”
- 2017 – „Quitte là”
- 2017 – „Ailleurs”
- 2019 – „Comme une grande”
- 2019 – „On m’a dit”
- 2019 – „On est bon”
- 2021 – „1000 fois”